# Murça
Murça é uma vila portuguesa localizada na sub-região do Douro, pertencendo à região do Norte e ao distrito de Vila Real. 
É sede do município homónimo que tem uma área total de 189,37 km2, 5.256 habitantes (2023) e uma densidade populacional de 28 habitantes por km2, subdividido em 7 freguesias. O município é limitado a norte por Valpaços, a leste por Mirandela, a sudeste por Carrazeda de Ansiães, a sudoeste por Alijó e a noroeste por Vila Pouca de Aguiar.

## Freguesias

Freguesias do município de Murça.

O município é subdividido em 7 freguesias:
- Candedo
- Carva e Vilares
- Fiolhoso
- Jou
- Murça
- Noura e Palheiros
- Valongo de Milhais

#### Aldeias anexas
- Aboleira (Jou)
- Asnela (Vilares)
- Banho (Jou)
- Cadaval (Fiolhoso)
- Carvas (Valongo de Milhais)
- Castelo (Jou)
- Cimo de Vila (Jou)
- Cortinhas (Carva)
- Fonte Fria (Vilares)
- Freiria (Jou)
- Granja (Jou)
- Levandeira (Fiolhoso)
- Martim (Candedo)
- Mascanho (Jou)
- Monfebres (Candedo)
- Novainho (Jou)
- Paredes (Palheiros)
- Penabeice (Jou)
- Porrais (Candedo)
- Ratiço (Noura)
- Ribeirinho (Valongo de Milhais)
- Rio (Jou)
- Salgueiro (Palheiros)
- Serapicos (Valongo de Milhais)
- Sobredo (Noura)
- Sobreira (Candedo)
- Toubres (Jou)
- Vale de Égua (Jou)
- Varges (Palheiros)

## Evolução da população do município
★ Os Recenseamentos Gerais da população portuguesa tiveram lugar a partir de 1864, regendo-se pelas orientações do Congresso Internacional de Estatística de Bruxelas de 1853. Encontram-se disponíveis para consulta no site do Instituto Nacional de Estatística (INE). 
| Número de habitantes | Número de habitantes | Número de habitantes | Número de habitantes | Número de habitantes | Número de habitantes | Número de habitantes | Número de habitantes | Número de habitantes | Número de habitantes | Número de habitantes | Número de habitantes | Número de habitantes | Número de habitantes | Número de habitantes | Número de habitantes |
| -------------------- | -------------------- | -------------------- | -------------------- | -------------------- | -------------------- | -------------------- | -------------------- | -------------------- | -------------------- | -------------------- | -------------------- | -------------------- | -------------------- | -------------------- | -------------------- |
| 1864                 | 1878                 | 1890                 | 1900                 | 1911                 | 1920                 | 1930                 | 1940                 | 1950                 | 1960                 | 1970                 | 1981                 | 1991                 | 2001                 | 2011                 | 2021                 |
| 7 274                | 7 730                | 7 448                | 6 857                | 7 405                | 7 114                | 7 886                | 9 015                | 10 056               | 10 364               | 7 505                | 8 518                | 7 371                | 6 752                | 5 952                | 5 245                |

(Obs.: Número de habitantes "residentes", ou seja, que tinham a residência oficial neste concelho à data em que os censos  se realizaram.)	
| Número de habitantes por grupo etário | Número de habitantes por grupo etário | Número de habitantes por grupo etário | Número de habitantes por grupo etário | Número de habitantes por grupo etário | Número de habitantes por grupo etário | Número de habitantes por grupo etário | Número de habitantes por grupo etário | Número de habitantes por grupo etário | Número de habitantes por grupo etário | Número de habitantes por grupo etário | Número de habitantes por grupo etário | Número de habitantes por grupo etário | Número de habitantes por grupo etário |
| ------------------------------------- | ------------------------------------- | ------------------------------------- | ------------------------------------- | ------------------------------------- | ------------------------------------- | ------------------------------------- | ------------------------------------- | ------------------------------------- | ------------------------------------- | ------------------------------------- | ------------------------------------- | ------------------------------------- | ------------------------------------- |
|                                       | 1900                                  | 1911                                  | 1920                                  | 1930                                  | 1940                                  | 1950                                  | 1960                                  | 1970                                  | 1981                                  | 1991                                  | 2001                                  | 2011                                  | 2021                                  |
| 0-14 Anos                             | 2 619                                 | 2 625                                 | 2 420                                 | 2 673                                 | 3 252                                 | 3 479                                 | 3 753                                 | 2 275                                 | 2 404                                 | 1 635                                 | 949                                   | 665                                   | 447                                   |
| 15-24 Anos                            | 998                                   | 1 349                                 | 1 290                                 | 1 497                                 | 1 644                                 | 1 856                                 | 1 721                                 | 1 425                                 | 1 564                                 | 1 143                                 | 937                                   | 600                                   | 433                                   |
| 25-64 Anos                            | 2 811                                 | 2 984                                 | 2 868                                 | 3 133                                 | 3 590                                 | 4 131                                 | 4 255                                 | 3 140                                 | 3 586                                 | 3 372                                 | 3 293                                 | 3 016                                 | 2 493                                 |
| = ou > 65 Anos                        | 341                                   | 460                                   | 482                                   | 466                                   | 453                                   | 548                                   | 635                                   | 665                                   | 964                                   | 1 221                                 | 1 573                                 | 1 671                                 | 1 872                                 |

(Obs: De 1900 a 1950 os dados referem-se à população "de facto", ou seja, que estava presente no concelho à data em que os censos se realizaram. Daí que se registem algumas diferenças relativamente à designada "população residente")

### População
Com os Censos 2021, o município de Murça registou 5 245 habitantes, menos 707 habitantes comparado com os Censos de 2011, quando foram registados 5 952 habitantes. Todas as 7 freguesias registaram um decrescimento populacional, a média foi de –11,9%.
| Freguesia          | Habitantes (2021) | Habitantes (2011) | Variação |
| ------------------ | ----------------- | ----------------- | -------- |
| Candedo            | 821               | 1 002             | –18,1%   |
| Carva e Vilares    | 432               | 472               | –8,5%    |
| Fiolhoso           | 416               | 452               | –8,0%    |
| Jou                | 535               | 654               | –18,2%   |
| Murça              | 1 964             | 2 136             | –8,1%    |
| Noura e Palheiros  | 812               | 907               | –10,5%   |
| Valongo de Milhais | 265               | 329               | –19,5%   |
| Murça              | 5 245             | 5 952             | –11,9%   |

## Património

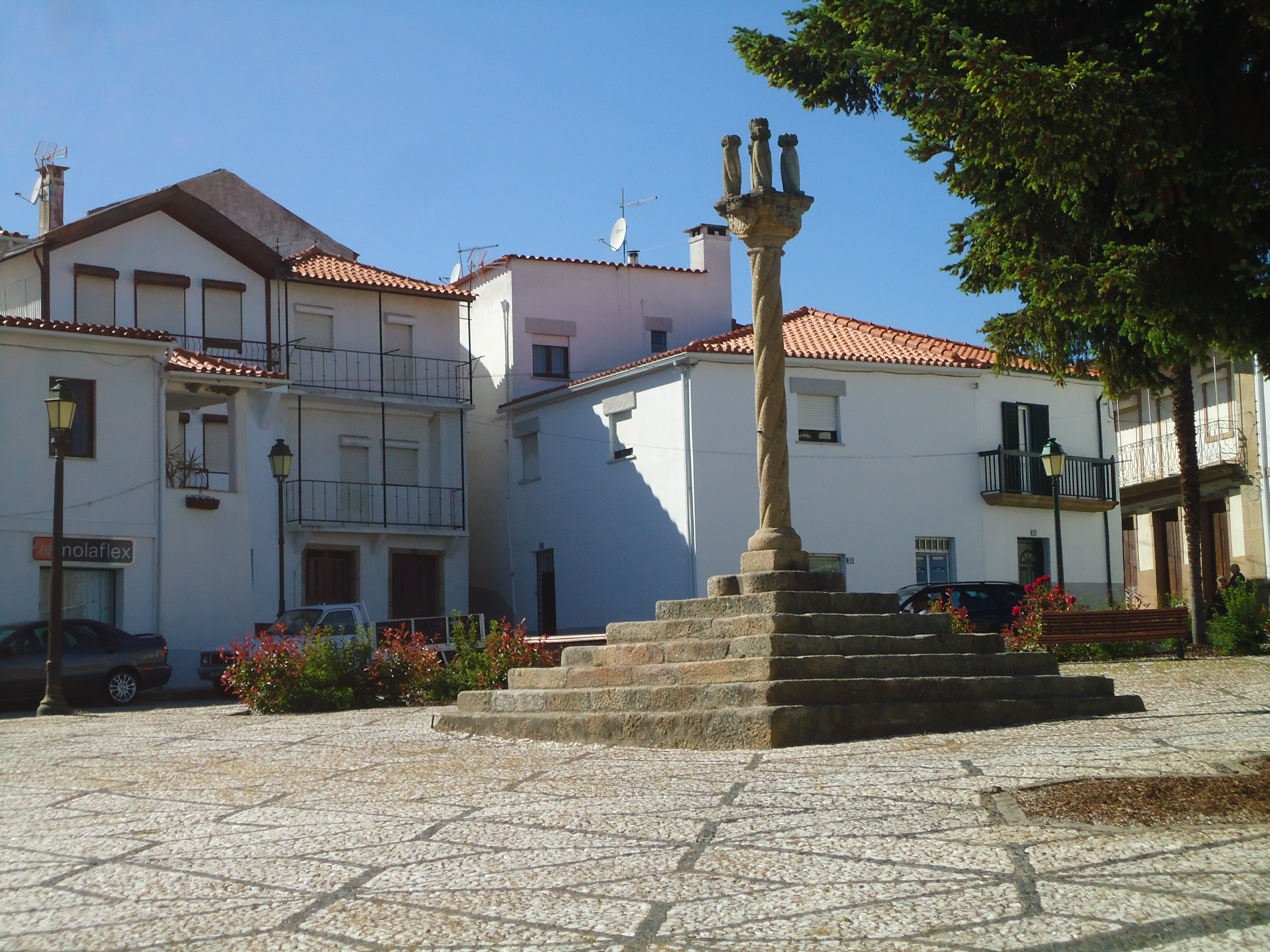
Murça Pelourinho

- Capela da Misericórdia
- Ponte e Via Romanas
- Pelourinho de Murça
- Castro de Palheiros

## A lenda da "Porca de Murça"
A lenda da "Porca de Murça", tal como todas as outras, é fruto do imaginário popular. Esse conhecimento é geralmente perpetuado pela memória colectiva de gerações. O sentido da existência desta lenda prende-se com a explicação do significado, na Praça 31 de Janeiro ou 25 de Abril, em Murça, de uma porca.
"Segundo a lenda, era no século VIII esta povoação e seu termo assolados por grande quantidade de ursos e javalis. Os senhores da Vila, secundados pelo povo, fizeram tantas montarias, que extinguiram tão daninha fera ou a escorraçaram para muito longe. Entre esta multidão de quadrúpedes, havia uma porca (ursa) que se tinha tornado o terror dos povos, pela sua monstruosa corpulência, pela sua ferocidade, e por ser tão matreira, que nunca poderia ter sido morta por caçadores. Em 775, o Senhor de Murça, cavaleiro de grandes forças e de não menor coragem, decidiu matar a porca, e tais manhas empregou que conseguiu, libertando a terra de tão incómodo hóspede. Em memória desta façanha, se construiu tal monumento alcunhado a "Porca de Murça", e os habitantes da terra se comprometeram, por si e seus sucessores, a darem ao senhor, em reconhecimento de tal benefício, para ele e seus herdeiros, até ao fim do mundo, três arreteis de cera anualmente, por cada fogo, sendo pago este foro mesmo junto à porca."

## Política

### Eleições autárquicas[7]
| Data | %       | V       | %     | V     | %      | V      | %            | V            | %              | V   | Participação   |                |
| Data | PPD/PSD | PPD/PSD | PS    | PS    | CDS-PP | CDS-PP | FEPU/APU/CDU | FEPU/APU/CDU | PPM            | PPM | Participação   |                |
| ---- | ------- | ------- | ----- | ----- | ------ | ------ | ------------ | ------------ | -------------- | --- | -------------- | -------------- |
| Data | 1976    | 50,36   | 3     | 22,52 | 1      | 18,25  | 1            | 3,16         | -              |     |                | 63,70 / 100,00 |
| 1979 | 36,63   | 2       | 20,18 | 1     | 31,45  | 2      | 7,94         | -            | 68,18 / 100,00 |     |                |                |
| 1982 | 42,54   | 3       | 8,27  | -     | 37,37  | 2      | 3,20         | -            | 4,15           | -   | 75,11 / 100,00 |                |
| 1985 | 59,42   | 3       | 3,09  | -     | 29,95  | 2      | 3,61         | -            |                |     | 72,68 / 100,00 |                |
| 1989 | 45,86   | 3       | 25,21 | 1     | 23,31  | 1      | 1,71         | -            | 68,52 / 100,00 |     |                |                |
| 1993 | 44,49   | 2       | 31,52 | 2     | 19,69  | 1      | 0,74         | -            | 70,40 / 100,00 |     |                |                |
| 1997 | 51,85   | 3       | 35,61 | 2     | 7,57   | -      | 0,54         | -            | 65,97 / 100,00 |     |                |                |
| 2001 | 42,49   | 2       | 45,10 | 3     | 7,93   | -      | 0,80         | -            | 66,25 / 100,00 |     |                |                |
| 2005 | 40,83   | 2       | 52,05 | 3     | 2,31   | -      | 1,20         | -            | 65,76 / 100,00 |     |                |                |
| 2009 | 41,06   | 2       | 52,34 | 3     | 2,62   | -      | 1,08         | -            | 64,42 / 100,00 |     |                |                |
| 2013 | 42,95   | 2       | 45,31 | 3     | 6,64   | -      | 0,96         | -            | 61,18 / 100,00 |     |                |                |
| 2017 | 47,82   | 3       | 44,99 | 2     | 2,81   | -      | 1,11         | -            | 61,96 / 100,00 |     |                |                |
| 2021 | 56,97   | 3       | 33,71 | 2     | 4,00   | -      | 0,79         | -            | 62,01 / 100,00 |     |                |                |

### Eleições legislativas
| Data | %     | %     | %     | %     | %     | %     | %        | %     | %    | %     | %    | %   | %       | % | %  | %  |  |
| Data | PSD   | CDS   | PS    | PCP   | UDP   | AD    | APU/ CDU | FRS   | PRD  | PSN   | BE   | PAN | PSD CDS | L | CH | IL |  |
| ---- | ----- | ----- | ----- | ----- | ----- | ----- | -------- | ----- | ---- | ----- | ---- | --- | ------- | - | -- | -- |  |
| Data | 1976  | 48,23 | 19,09 | 17,04 | 2,41  | 0,36  |          |       |      |       |      |     |         |   |    |    |  |
| 1979 | AD    | AD    | 17,67 | APU   | 1,09  | 65,15 | 5,55     |       |      |       |      |     |         |   |    |    |  |
| 1980 | AD    | AD    | FRS   | APU   | 0,30  | 70,87 | 4,37     | 15,32 |      |       |      |     |         |   |    |    |  |
| 1983 | 45,65 | 19,24 | 21,02 | APU   | 0,49  |       | 4,68     |       |      |       |      |     |         |   |    |    |  |
| 1985 | 48,01 | 17,79 | 14,38 | APU   | 0,54  | 6,51  | 5,59     |       |      |       |      |     |         |   |    |    |  |
| 1987 | 65,29 | 8,73  | 14,44 | CDU   | 0,28  | 3,79  | 0,82     |       |      |       |      |     |         |   |    |    |  |
| 1991 | 57,32 | 10,49 | 23,88 | CDU   |       | 1,98  | 0,48     | 1,31  |      |       |      |     |         |   |    |    |  |
| 1995 | 43,84 | 13,35 | 36,61 | CDU   | 0,46  | 1,14  |          | 0,50  |      |       |      |     |         |   |    |    |  |
| 1999 | 46,24 | 10,20 | 36,98 | CDU   |       | 1,37  | 0,45     | 0,72  |      |       |      |     |         |   |    |    |  |
| 2002 | 54,11 | 10,72 | 29,46 | CDU   | 1,32  |       | 1,08     |       |      |       |      |     |         |   |    |    |  |
| 2005 | 41,39 | 8,71  | 40,95 | CDU   | 1,17  | 2,40  |          |       |      |       |      |     |         |   |    |    |  |
| 2009 | 39,28 | 12,41 | 36,73 | CDU   | 1,80  | 4,74  |          |       |      |       |      |     |         |   |    |    |  |
| 2011 | 51,59 | 8,53  | 30,04 | CDU   | 2,08  | 2,19  | 0,69     |       |      |       |      |     |         |   |    |    |  |
| 2015 | CDS   | PSD   | 32,28 | CDU   | 1,52  | 5,34  | 0,70     | 52,35 | 0,27 |       |      |     |         |   |    |    |  |
| 2019 | 43,18 | 4,98  | 36,03 | CDU   | 1,59  | 4,58  | 1,23     |       | 0,33 | 0,50  | 0,17 |     |         |   |    |    |  |
| 2022 | 42,98 | 2,76  | 38,43 | CDU   | 1,28  | 1,41  | 0,76     | 0,28  | 8,24 | 0,76  |      |     |         |   |    |    |  |
| 2024 | AD    | AD    | 27,82 | CDU   | 41,74 | 0,82  | 1,77     | 0,55  | 0,73 | 18,53 | 1,61 |     |         |   |    |    |  |

## Colectividades
- Banda Marcial de Murça[10]